# کنش متقابل فرااجتماعی

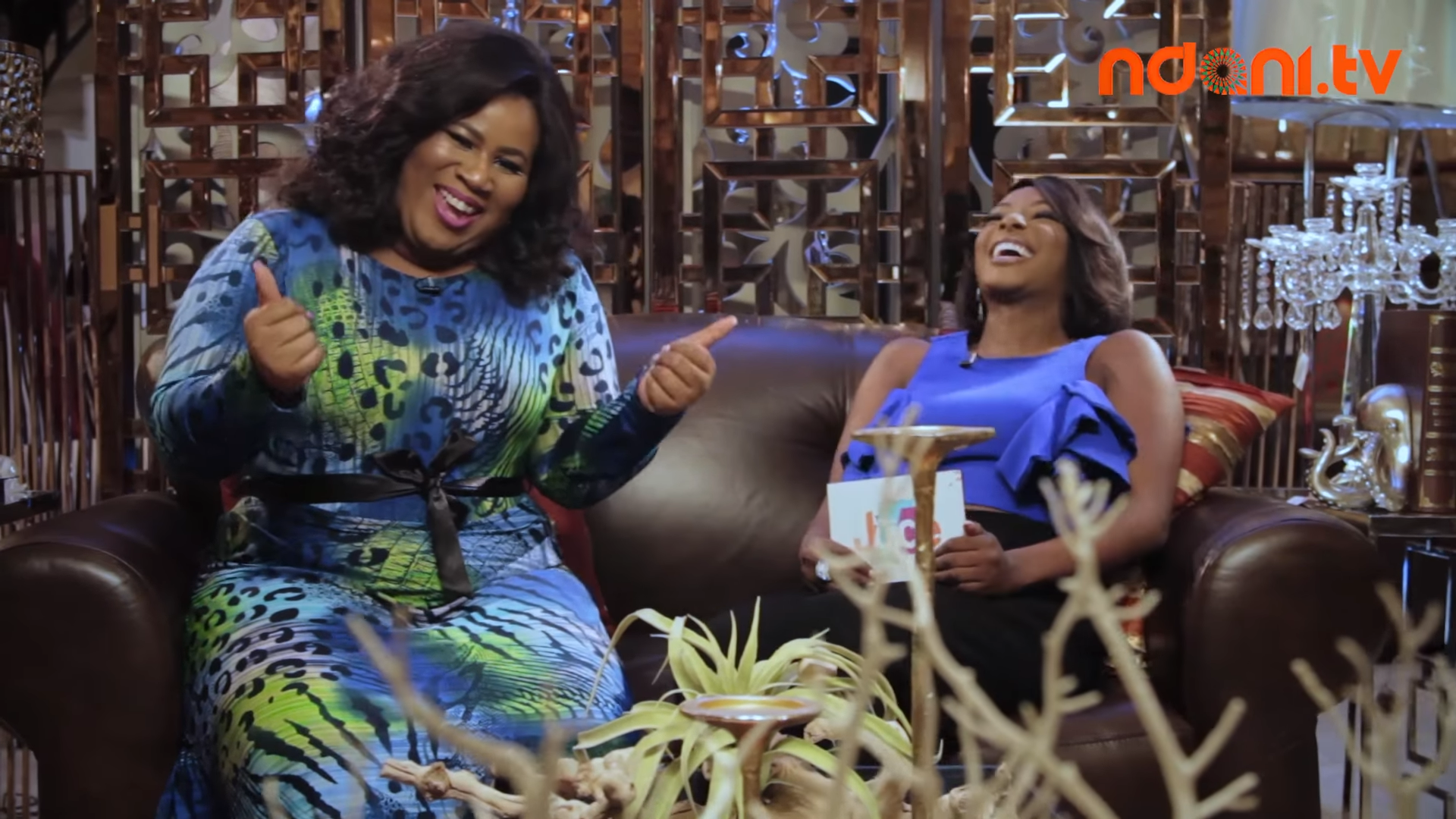
شخصیت‌های رسانه‌ای که مرتباً از طریق رسانه‌های جمعی دیده می‌شوند، مانند ویدیوهای آنلاین، ممکن است توسط بیننده به عنوان دوستان تلقی شوند.

کنش متقابل فرااجتماعی (پی اس آی) اشاره به نوعی رابطه روانشناختی دارد که مخاطب در برخوردهای واسطه ای خود با بازیگران در رسانه‌های جمعی، به ویژه در تلویزیون و پلتفرم‌های آنلاین تجربه می‌کند. بینندگان یا شنوندگان، علیرغم اینکه هیچ تعاملی با آنها ندارند یا با آنها ارتباط محدودی ندارند، به عنوان یک دوست در نظر می‌گیرند. پی اس آی به‌عنوان یک تجربه توهم‌آمیز توصیف می‌شود، به طوری که مخاطبان رسانه‌ها با شخصیت‌ها (مثلاً مجریان برنامه‌های گفتگو، افراد مشهور، شخصیت‌های داستانی، تأثیرگذاران رسانه‌های اجتماعی) به گونه‌ای تعامل می‌کنند که گویی درگیر یک رابطه متقابل با آنها هستند. این اصطلاح توسط دونالد هورتون و ریچارد وول در سال ۱۹۵۶ ابداع شد.
یک تعامل فرااجتماعی، قرار گرفتن در معرض علاقه به یک شخصیت، پس از قرار گرفتن مکرر در معرض شخصیت رسانه‌ای که باعث ایجاد توهم صمیمیت، دوستی و هویت در کاربر رسانه می‌شود، به یک رابطه فرااجتماعی تبدیل می‌شود. اطلاعات مثبتی که در مورد شخصیت رسانه به دست می‌آید منجر به افزایش جذابیت می‌شود و رابطه پیشرفت می‌کند. روابط فرااجتماعی به دلیل اعتماد و خودافشایی ارائه شده توسط شخصیت رسانه تقویت می‌شود. کاربران رسانه‌ها وفادار هستند و با مشاهده و تفسیر ظاهر، حرکات، صدا، مکالمه و رفتار آنها، دقیقاً به همان اندازه که با دوستان نزدیک خود در ارتباط هستند، احساس می‌کنند که مستقیماً با شخصیت ارتباط دارند. شخصیت‌های رسانه‌ای تأثیر قابل‌توجهی بر کاربران رسانه‌ها، مثبت یا منفی دارند و نحوه درک آن‌ها از موضوعات خاص یا حتی عادات خریدشان را آگاه می‌کنند. به گفته ساندرا ال. کالورت، روان‌شناس رشد، مطالعات مربوط به اثرات طولی تعاملات فرااجتماعی بر کودکان هنوز نسبتاً جدید هستند.
رسانه‌های اجتماعی فرصت‌های بیشتری را برای تشدید روابط فرااجتماعی معرفی می‌کنند، زیرا فرصت‌های بیشتری را برای تعاملات صمیمی، متقابل و مکرر بین کاربر و شخص فراهم می‌کنند. این تعاملات مجازی ممکن است شامل نظر دادن، دنبال کردن، لایک کردن یا ارسال پیام مستقیم باشد. ثباتی که پرسونا در آن ظاهر می‌شود نیز می‌تواند به درک صمیمی‌تری در چشم کاربر منجر شود.

## فرگشت اصطلاح
تعامل فرااجتماعی ابتدا از منظر مطالعات رسانه و ارتباطات تشریح شد. در سال ۱۹۵۶، هورتون و وول تعاملات مختلف بین کاربران رسانه‌های جمعی و چهره‌های رسانه‌ای را بررسی کردند و وجود یک رابطه فرااجتماعی (پی اس آر) را مشخص کردند، که در آن کاربر به گونه‌ای عمل می‌کند که گویی درگیر یک رابطه اجتماعی معمولی است. با این حال، تعامل فرااجتماعی قبل از رسانه‌های جمعی وجود داشت، زمانی که فرد با شخصیت‌های سیاسی، خدایان یا حتی ارواح پیوند برقرار می‌کرد. از آن زمان، این اصطلاح توسط روانشناسان در ادامه مطالعات خود در مورد روابط اجتماعی که بین مصرف‌کنندگان رسانه‌های جمعی و چهره‌هایی که آنها در آنجا نشان داده می‌شوند، به کار گرفته شده‌است. هورتون و وول پیشنهاد کردند که برای اکثر مردم، تعاملات فرااجتماعی با شخصیت مکمل تعاملات اجتماعی فعلی آنها است، در حالی که همچنین پیشنهاد می‌کنند که برخی از افراد وجود دارند که فرااجتماعی شدید از خود نشان می‌دهند، یا آنها تعاملات فرااجتماعی را جایگزین تعاملات اجتماعی واقعی می‌کنند. پرس و روبین (۱۹۸۹) با این دیدگاه مخالفت کردند و دریافتند که تعاملات فرااجتماعی به عنوان محصول جانبی طبیعی زمان صرف شده با چهره‌های رسانه ای رخ می‌دهد.
اگرچه این مفهوم از یک موضوع روان‌شناختی سرچشمه می‌گیرد، تحقیقات گسترده‌ای دربارهٔ پی اس آی در حوزه ارتباطات جمعی با نتایج چندگانه انجام شده‌است. روانشناسان علاقه خود را به این مفهوم در دهه ۱۹۸۰ نشان دادند و محققان شروع به توسعه گسترده این مفهوم در حوزه علوم ارتباطات کردند. سوالات مهم زیادی در مورد روانشناسی اجتماعی در مورد ماهیت این روابط مطرح شد که برای نظریه‌های موجود در آن زمینه‌ها مشکل ساز است. مفهوم تعامل فرااجتماعی و بررسی دقیق پدیده‌های رفتاری که به دنبال توضیح آن است، پتانسیل قابل توجهی برای توسعه نظریه روان‌شناختی دارد.
توسعه مفهومی تعامل فرااجتماعی (پی اس آی) و روابط فرا اجتماعی (پی اس آر) به روش‌های مختلف در ادبیات مختلف تفسیر و به کار می‌رود. هنگامی که در رویکردهای استفاده و رضایت (U&G) به کار می‌رود، این دو مفهوم معمولاً با توجه به نوع خاصی از «درگیری بین فردی» با چهره‌های رسانه ای که شامل پدیده‌های مختلف مانند تعامل و شناسایی است، به جای یکدیگر مورد بررسی قرار می‌گیرند. برخلاف رویکردهای U&G، حوزه‌های تحقیقاتی مانند روان‌شناسی رسانه و نشانه‌شناسی برای تمایز واضح بین اصطلاحات استدلال می‌کنند.
پی اس آی به‌طور خاص به معنای «فرایند یک طرفه ادراک شخص رسانه ای در هنگام قرار گرفتن در معرض رسانه» است، در حالی که پی اس آر مخفف «رابطه متقابل موقعیتی است که بیننده یا کاربر با یک شخص رسانه برقرار می‌کند، که شامل اجزای شناختی و عاطفی خاصی است». Schmid & Klimmt (2011) بیشتر استدلال می‌کنند که پی اس آی و پی اس آر حالت‌های مترقی هستند به طوری که چیزی که به عنوان پی اس آی شروع می‌شود پتانسیل تبدیل شدن به یک پی اس آر را دارد. دیبل، هارتمن و روزان (۲۰۱۶) پیشنهاد می‌کنند که یک پی اس آر می‌تواند بدون وقوع پی اس آی ایجاد شود، مانند زمانی که شخصیت‌ها ارتباط مستقیمی با بیننده برقرار نمی‌کنند. در مجموع، اصطلاحات، تعاریف و مدل‌هایی که پی اس آی و پی اس آر را توضیح می‌دهند در زمینه‌های علمی و سنت‌ها متفاوت هستند. برای مثال، دیبل و همکاران. (۲۰۱۶) استدلال کرد که پی اس آی و پی اس آر اغلب از نظر مفهومی و روش شناختی با هم ترکیب می‌شوند. : 21 برای آزمایش ادعای خود، آنها شاخص‌های فرااجتماعی را با دو مقیاس مختلف مورد استفاده برای تحقیق فرااجتماعی آزمایش کردند: مقیاس سنتی پی اس آی و مقیاس جدیدتر Eپی اس آی، و نتایج را بین این دو مقایسه کردند. مقیاس سنتی پی اس آی، همراه با اشکال اصلاح شده آن، پرکاربردترین معیار ارزیابی پی اس آی است. با این حال، دیبل و همکاران. (۲۰۱۶) شواهدی یافتند که از فرضیه آنها حمایت می‌کرد مبنی بر اینکه مقیاس Eپی اس آی جدیدتر معیار بهتری برای پی اس آی‌ها است و مقیاس سنتی صرفاً علاقه شرکت کنندگان به شخصیت‌ها را نشان می‌دهد. به دلیل تصورات متفاوت، دستیابی به اجماع برای محققان دشوار است.